# سورجاه
سورجاه، روستایی در دهستان لاشار شمالی بخش مرکزی شهرستان لاشار در استان سیستان و بلوچستان ایران است.

## پیشینه نام
نام این روستا از دو واژه سور به معنای عروسی و جاه به معنای مکان تشکیل شده و در کنار هم به معنای جایی است که عروسی زیاد در آن برگزار می‌شود.

## جمعیت
بر پایه سرشماری عمومی نفوس و مسکن در سال ۱۳۹۵، جمعیت این روستا برابر با ۷۰۷ نفر (۱۷۵ خانوار) بوده‌است.